# デラウェア州知事の一覧
デラウェア州知事（Governor of Delaware）は、アメリカ合衆国デラウェア州の知事である。

## 一覧
| #  | 知事                             | 就任           | 退任           | 政党             | 副知事                                        |
| -- | -------------------------------- | -------------- | -------------- | ---------------- | --------------------------------------------- |
| 1  | ジョン・マッキンリー             | 1777年2月12日  | 1777年9月12日  | なし             | なし                                          |
| 2  | トマス・マッキーン               | 1777年9月22日  | 1777年10月20日 | なし             | なし                                          |
| 3  | ジョージ・リード                 | 1777年10月20日 | 1778年3月31日  | なし             | なし                                          |
| 4  | シーザー・ロドニー               | 1778年3月31日  | 1781年11月6日  | なし             | なし                                          |
| 5  | ジョン・ディキンソン             | 1781年11月13日 | 1783年1月12日  | なし             | なし                                          |
| 6  | ジョン・クック                   | 1782年11月4日  | 1783年2月1日   | なし             | なし                                          |
| 7  | ニコラス・ヴァン・ダイク         | 1783年2月1日   | 1786年10月28日 | なし             | なし                                          |
| 8  | トーマス・コリンズ               | 1786年10月28日 | 1789年3月29日  | なし             | なし                                          |
| 9  | ジェフー・デイヴィス             | 1789年3月29日  | 1789年6月2日   | なし             | なし                                          |
| 10 | ジョシュア・クレイトン           | 1789年6月2日   | 1796年1月19日  | 連邦党           | なし                                          |
| 11 | ガニング・ベッドフォード・シニア | 1796年1月19日  | 1797年9月28日  | 連邦党           | なし                                          |
| 12 | ダニエル・ロジャース             | 1797年9月28日  | 1799年1月9日   | 連邦党           | なし                                          |
| 13 | リチャード・バセット             | 1799年1月9日   | 1801年3月3日   | 連邦党           | なし                                          |
| 14 | ジェームズ・サイクス             | 1801年3月3日   | 1802年1月19日  | 連邦党           | なし                                          |
| 15 | デイヴィッド・ホール             | 1802年1月19日  | 1805年1月15日  | 民主共和党       | なし                                          |
| 16 | ナサニエル・ミッチェル           | 1805年1月15日  | 1808年1月19日  | 連邦党           | なし                                          |
| 17 | ジョージ・トルーイット           | 1808年1月19日  | 1811年1月15日  | 連邦党           | なし                                          |
| 18 | ジョーゼフ・ハスレット           | 1811年1月15日  | 1814年1月18日  | 民主共和党       | なし                                          |
| 19 | ダニエル・ロドニー               | 1814年1月18日  | 1817年1月21日  | 連邦党           | なし                                          |
| 20 | ジョン・クラーク                 | 1817年1月21日  | 1820年1月18日  | 連邦党           | なし                                          |
|    | （ヘンリー・モレストン）         |                |                | 連邦党           | なし                                          |
| 21 | ジェイコブ・スタウト             | 1820年1月18日  | 1821年1月16日  | 連邦党           | なし                                          |
| 22 | ジョン・コリンズ                 | 1821年1月16日  | 1822年4月16日  | 民主共和党       | なし                                          |
| 23 | カレブ・ロドニー                 | 1822年4月23日  | 1823年1月21日  | 連邦党           | なし                                          |
| 24 | ジョーゼフ・ハスレット           | 1823年1月21日  | 1823年6月20日  | 民主共和党       | なし                                          |
| 25 | チャールズ・トーマス             | 1823年6月23日  | 1824年1月20日  | 民主共和党       | なし                                          |
| 26 | サミュエル・ペインター           | 1824年1月20日  | 1827年1月16日  | 連邦党           | なし                                          |
| 27 | チャールズ・ポーク・ジュニア     | 1827年1月16日  | 1830年1月19日  | 連邦党           | なし                                          |
| 28 | デイヴィッド・ハザード           | 1830年1月19日  | 1833年1月15日  | 国民共和党       | なし                                          |
| 29 | カレブ・ベネット                 | 1833年1月15日  | 1836年7月11日  | 民主党           | なし                                          |
| 30 | チャールズ・ポーク・ジュニア     | 1836年7月11日  | 1837年1月17日  | ホイッグ党       | なし                                          |
| 31 | コーネリアス・カムガイズ         | 1837年1月17日  | 1841年1月19日  | ホイッグ党       | なし                                          |
| 32 | ウィリアム・クーパー             | 1841年1月19日  | 1845年1月21日  | ホイッグ党       | なし                                          |
| 33 | トーマス・ストックトン           | 1845年1月21日  | 1846年3月2日   | ホイッグ党       | なし                                          |
| 34 | ジョーゼフ・モール               | 1846年3月2日   | 1846年5月3日   | ホイッグ党       | なし                                          |
| 35 | ウィリアム・テンプル             | 1846年5月6日   | 1847年1月19日  | ホイッグ党       | なし                                          |
| 36 | ウィリアム・サープ               | 1847年1月19日  | 1851年1月21日  | 民主党           | なし                                          |
| 37 | ウィリアム・ロス                 | 1851年1月21日  | 1855年1月16日  | 民主党           | なし                                          |
| 38 | ピーター・コージー               | 1855年1月16日  | 1859年1月18日  | ノー・ナッシング | なし                                          |
| 39 | ウィリアム・バートン             | 1859年1月18日  | 1863年1月20日  | 民主党           | なし                                          |
| 40 | ウィリアム・キャノン             | 1863年1月20日  | 1865年3月1日   | 共和党           | なし                                          |
| 41 | ゴーヴ・ソールズベリー           | 1865年3月1日   | 1871年1月17日  | 民主党           | なし                                          |
| 42 | ジェームズ・ポンダー             | 1871年1月17日  | 1875年1月19日  | 民主党           | なし                                          |
| 43 | ジョン・コクラン                 | 1875年1月19日  | 1879年1月21日  | 民主党           | なし                                          |
| 44 | ジョン・W・ホール                | 1879年1月21日  | 1883年1月16日  | 民主党           | なし                                          |
| 45 | チャールズ・ストックリー         | 1883年1月16日  | 1887年1月18日  | 民主党           | なし                                          |
| 46 | ベンジャミン・ビッグス           | 1887年1月18日  | 1891年1月20日  | 民主党           | なし                                          |
| 47 | ロバート・J・レイノルズ          | 1891年1月20日  | 1895年1月15日  | 民主党           | なし                                          |
| 48 | ジョシュア・マーヴィル           | 1895年1月15日  | 1895年4月8日   | 共和党           | なし                                          |
| 49 | ウィリアム・ワトソン             | 1895年4月8日   | 1897年1月19日  | 民主党           | なし                                          |
| 50 | エビー・タネル                   | 1897年1月19日  | 1901年1月15日  | 民主党           | なし                                          |
| 51 | ジョン・ハン                     | 1901年1月15日  | 1905年1月17日  | 共和党           | フィリップ・キャノン                          |
| 52 | プレストン・リー                 | 1905年1月17日  | 1909年1月19日  | 共和党           | アイザック・パーカー                          |
| 53 | シメオン・ペンネウィル           | 1909年1月19日  | 1913年1月21日  | 共和党           | ジョン・メンディンホール                      |
| 54 | チャールズ・R・ミラー            | 1913年1月21日  | 1917年1月16日  | 共和党           | コーレン・ファーガソン                        |
| 55 | ジョン・タウンゼンド・ジュニア   | 1917年1月16日  | 1921年1月18日  | 共和党           | ルイス・エリアソン                            |
| 56 | ウィリアム・デニー               | 1921年1月18日  | 1925年1月20日  | 共和党           | ダンフォース・ブッシュ                        |
| 57 | ロバート・P・ロビンソン          | 1925年1月20日  | 1929年1月15日  | 共和党           | ジェームズ・H・アンダーソン                   |
| 58 | ダグラス・バック                 | 1929年1月15日  | 1937年1月19日  | 共和党           | ジェームズ・ヘイゼル ロイ・コーリー           |
| 59 | リチャード・マクマレン           | 1937年1月19日  | 1941年1月21日  | 民主党           | エドワード・クーク                            |
| 60 | ウォルター・ベーコン             | 1941年1月21日  | 1949年1月18日  | 共和党           | アイザック・マッカラム エルバート・カーヴェル |
| 61 | エルバート・カーヴェル           | 1949年1月18日  | 1953年1月20日  | 民主党           | アレクシス・デュポン・ベイアード              |
| 62 | カレブ・ボッグズ                 | 1953年1月20日  | 1960年12月30日 | 共和党           | ジョン・ロリンズ デイヴィッド・バックソン     |
| 63 | デイヴィッド・バックソン         | 1960年12月30日 | 1961年1月17日  | 共和党           | 空席                                          |
| 64 | エルバート・カーヴェル           | 1961年1月17日  | 1965年1月19日  | 民主党           | ユージン・ラモット                            |
| 65 | チャールズ・テリー・ジュニア     | 1965年1月19日  | 1969年1月21日  | 民主党           | シャーマン・トリビット                        |
| 66 | ラッセル・ピーターソン           | 1969年1月21日  | 1973年1月16日  | 共和党           | ユージン・ブックハマー                        |
| 67 | シャーマン・トリビット           | 1973年1月16日  | 1977年1月18日  | 民主党           | ユージン・ブックハマー                        |
| 68 | ピエール・デュポン4世            | 1977年1月18日  | 1985年1月15日  | 共和党           | ジェームズ・マッギニス マイケル・キャッスル   |
| 69 | マイケル・キャッスル             | 1985年1月15日  | 1992年12月31日 | 共和党           | シエン・ビャウ・ウー デイル・ウルフ           |
| 70 | デイル・ウルフ                   | 1992年12月31日 | 1993年1月19日  | 共和党           | 空席                                          |
| 71 | トーマス・カーパー               | 1993年1月19日  | 2001年1月3日   | 民主党           | ルース・アン・ミナー                          |
| 72 | ルース・アン・ミナー             | 2001年1月3日   | 2009年1月20日  | 民主党           | 空席 ジョン・カーニー・ジュニア               |
| 73 | ジャック・マーケル               | 2009年1月20日  | 2017年1月17日  | 民主党           | マシュー・デン                                |
| 74 | ジョン・C・カーニー              | 2017年1月17日  | 2025年1月7日   | 民主党           | ベサニー・ホール＝ロング                      |
| 75 | ベサニー・ホール・ロング         | 2025年1月7日   | 2025年1月21日  | 民主党           | （空席）                                      |
| 76 | マット・マイヤー                 | 2025年1月21日  | 現職           | 民主党           | カイル・エバンス・ゲイ                        |